# Miquan
Miquan is een stad in de autonome regio Xinjiang in China. De stad heeft meer dan 100.000 inwoners en ligt in het westen van China. Miquan bevindt zich in de prefectuur Changji. Het is de zetel van het arrondissement Miquan. 